# Test
|  | Per a altres significats, vegeu «Test (desambiguació)». |

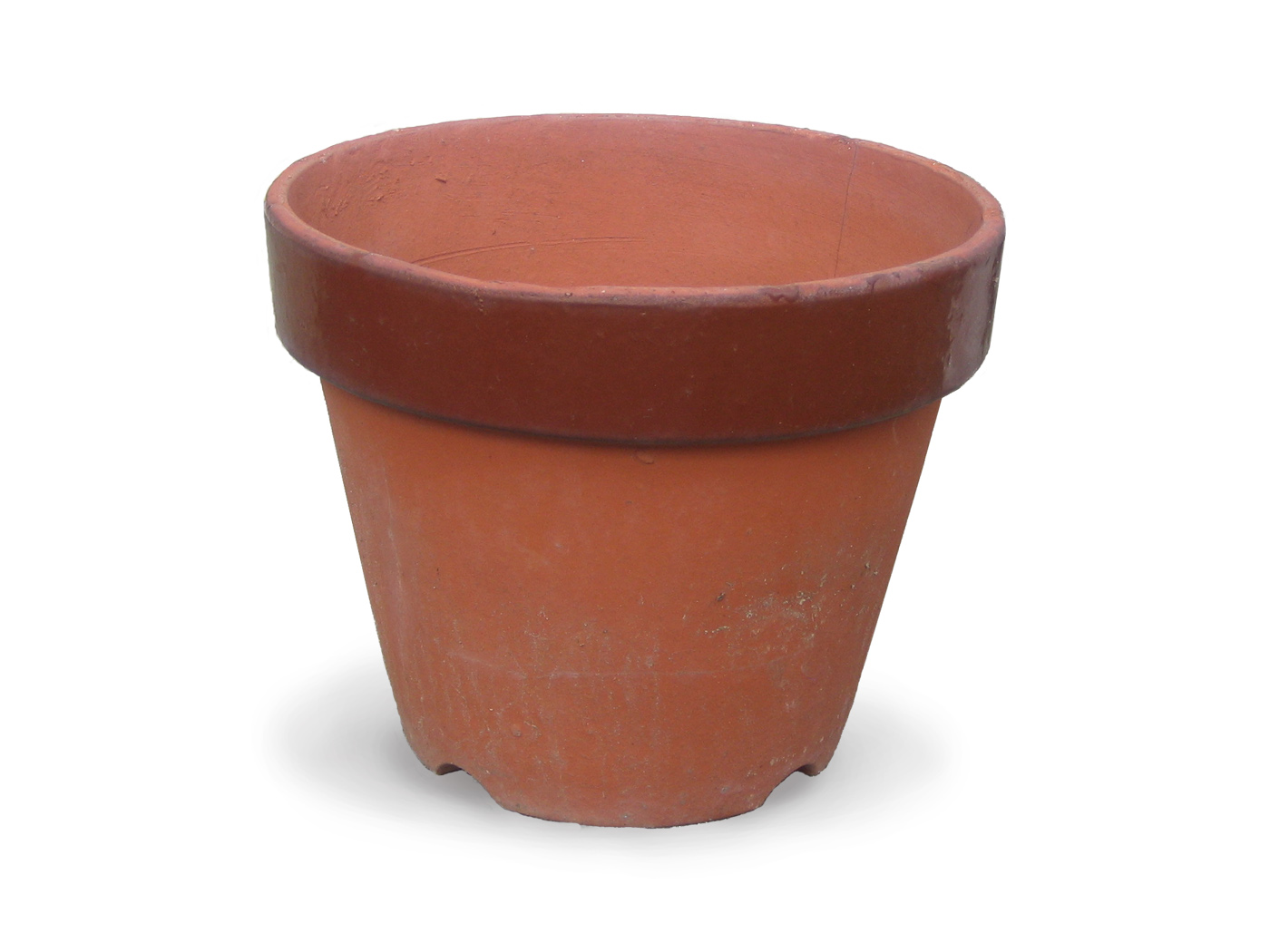
Cossiet buit

Un test és un recipient per al conreu de plantes. També es coneix amb els noms: cossiet, cossiol, torreta o torratxa.
Tradicionalment es fan de terrissa, però actualment n'hi ha molts al mercat que són de plàstic biodegradable. Aquests són lleugers, i més difícils de trencar, però tenen l'inconvenient que a l'exterior són fàcilment tombats amb vents forts. També n'hi ha de decoratius fets de pedra o porcellana.

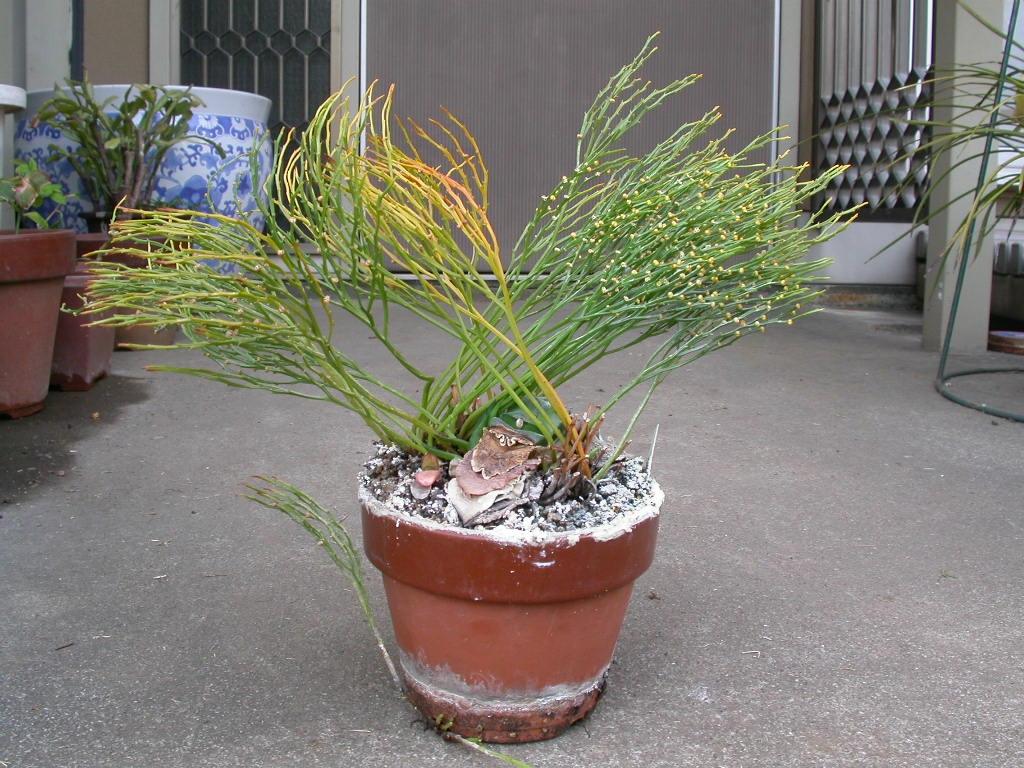
Psilotum nudum dins d'un cossiet

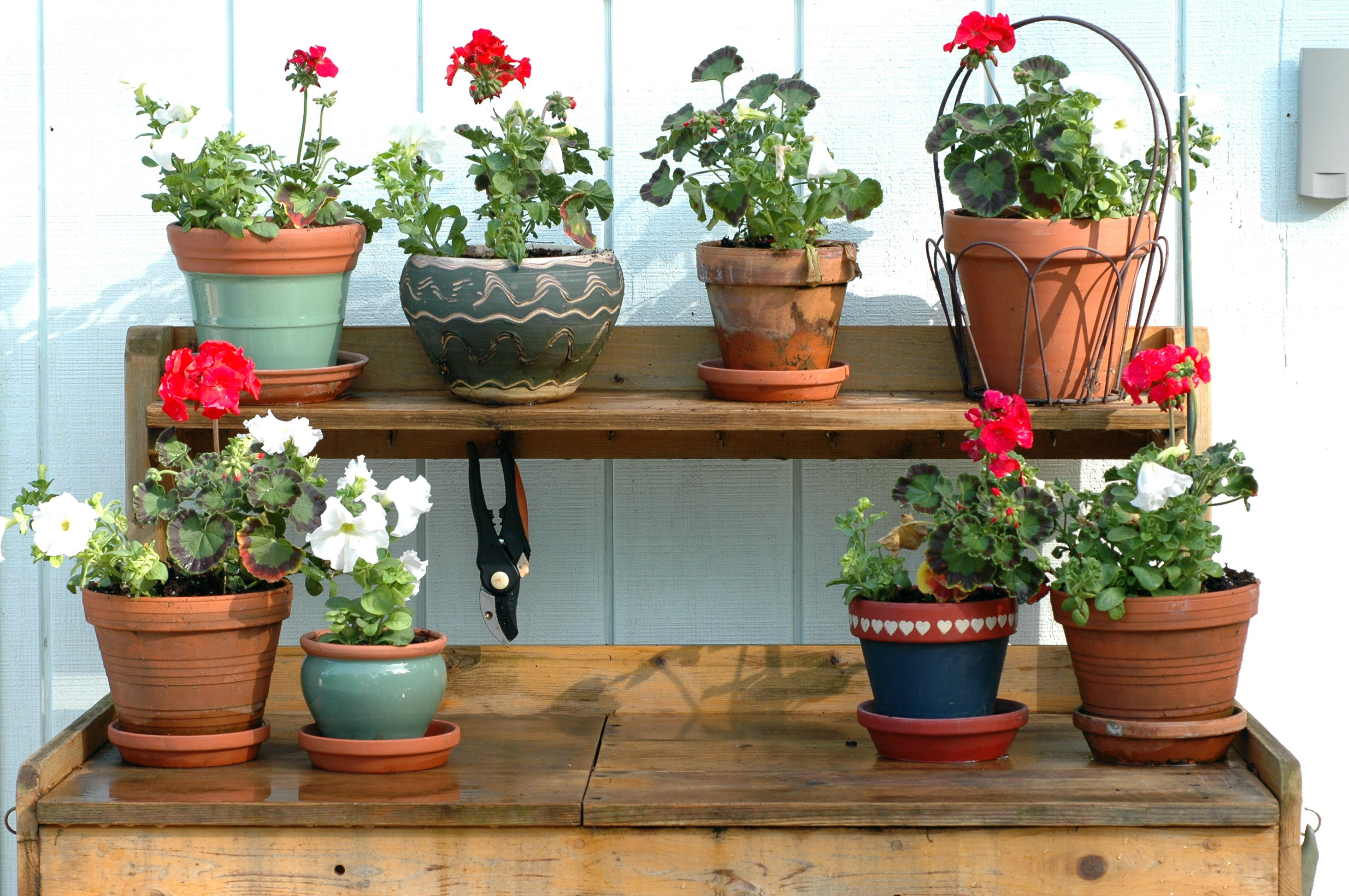
Cossiols de diferents mides amb plantes

Tenen múltiples usos, com conrear plantes amb fins decoratius dintre de les cases o fora, com a balcons i patis. També serveixen per a transportar plantes i fer germinar llavors.
També es diu "test" d'un bocí o fragment de qualsevol objecte de terrissa trencat.

### Jardinera.
Un recipient gran fet d'obra, fusta o altres materials rep el nom de jardinera.

## Història
Els testos ja s'utilitzaven d'ençà de temps molt antics. A l'antic Egipte es feien servir a l'horticultura per a transportar plantes d'un hort a l'altre. A Atenes, es llençaven testos amb flors a la mar durant les festivitats dels Jardins d'Adonis. Teofrast, c. 371 – c. 287 aC, va comentar que hi havia una certa planta, anomenada "fusta del sud" que s'havia de mantenir en cossiets perquè era difícil de cultivar.
A l'antiga Roma hom sap que certes plantes es mantenien dintre de les cases en cossiols durant els dies crus de l'hivern.
Al segle xviii es varen fer servir cossiets per a portar arbres del pa joves de Tahití a les Índies Occidentals en el famós viatge del "Bounty".